# ニルス・キュレーゲル

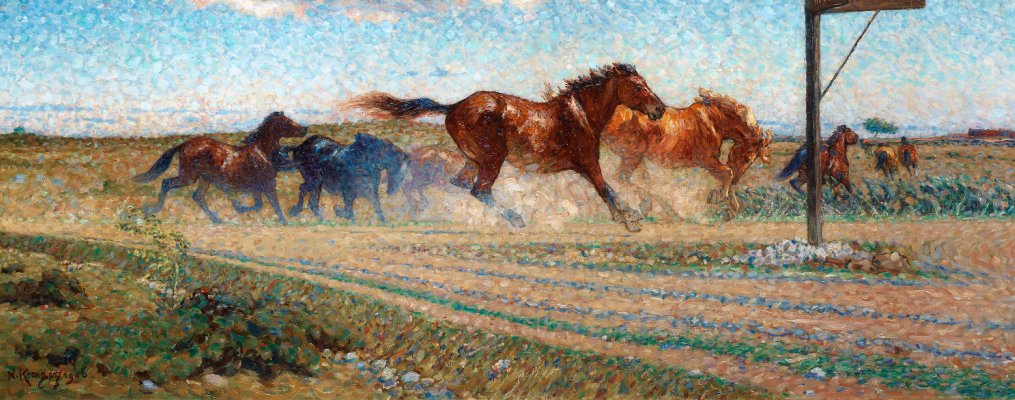
"Freed horses" (1906年)

ニルス・キュレーゲル（Nils Kreuger、1858年10月11日 - 1930年5月11日）は、スウェーデン人の画家である。

## 略歴
スウェーデン南部、カルマル県のカルマル市に生まれた。父親は木工製品の事業を経営していた。1874年からスウェーデン王立美術院で学び始めるが、病気になり中退した。1878年にエドヴァルド・ペルセウスが教える、私立の美術学校で修業を再開した。1881年にパリに渡り、私立の美術学校、アカデミー・コラロッシでジャン＝ポール・ローランスに学んだ。多くの北欧の芸術家も集まって風景を描いていたグレ＝シュル＝ロワンでも活動し、1882年に初めてパリのサロンに出展した。
1887年にスウェーデンに帰国した。
1892年に画家のリッカルド・ベリが購入したゴーギャンの絵画から啓示を受けたキュレーゲルは、リッカルド・ベリ、カール・ヌードストロームとともに、スウェーデン西海岸にあるヴァールベリで1893年から1896年にかけて過ごし、作品制作を重ねて総合主義的様式を発展させた。
キュレーゲルの作品は、スウェーデン美術におけるジャポニスムの例としても挙げることができる。彼はゴッホのスケッチを研究したが、そのスケッチのルーツは日本の葛飾北斎の作品であった。さらにキュレーゲルはベリの家の扉に鷺の日本画を模写したこともある。
キュレーゲルとゴッホのスケッチの類似性については研究者にも指摘されている。

## 主な作品

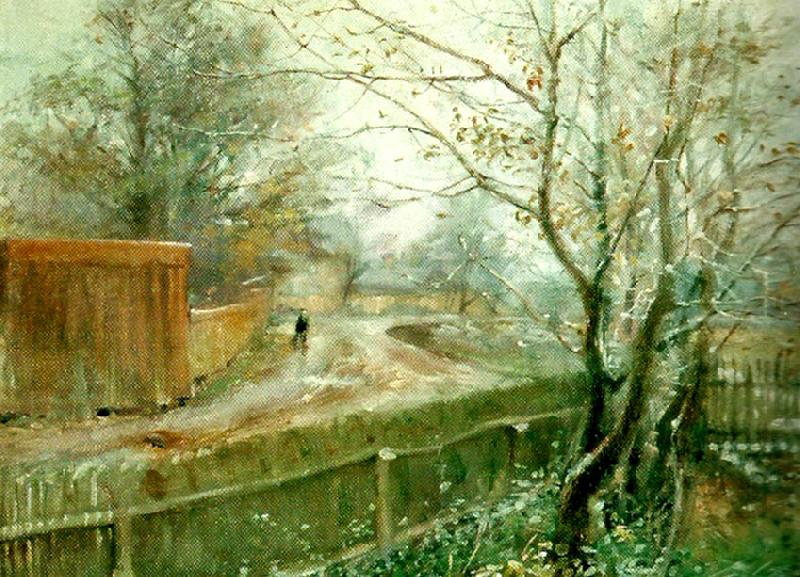
Höst, Varberg/Autumn at Varberg（1888年）
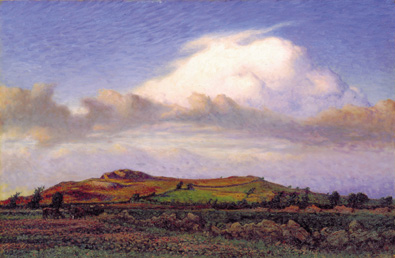
Håstensberget vid Varberg/The Håsten Mountain, Varberg, Sweden (1896年)
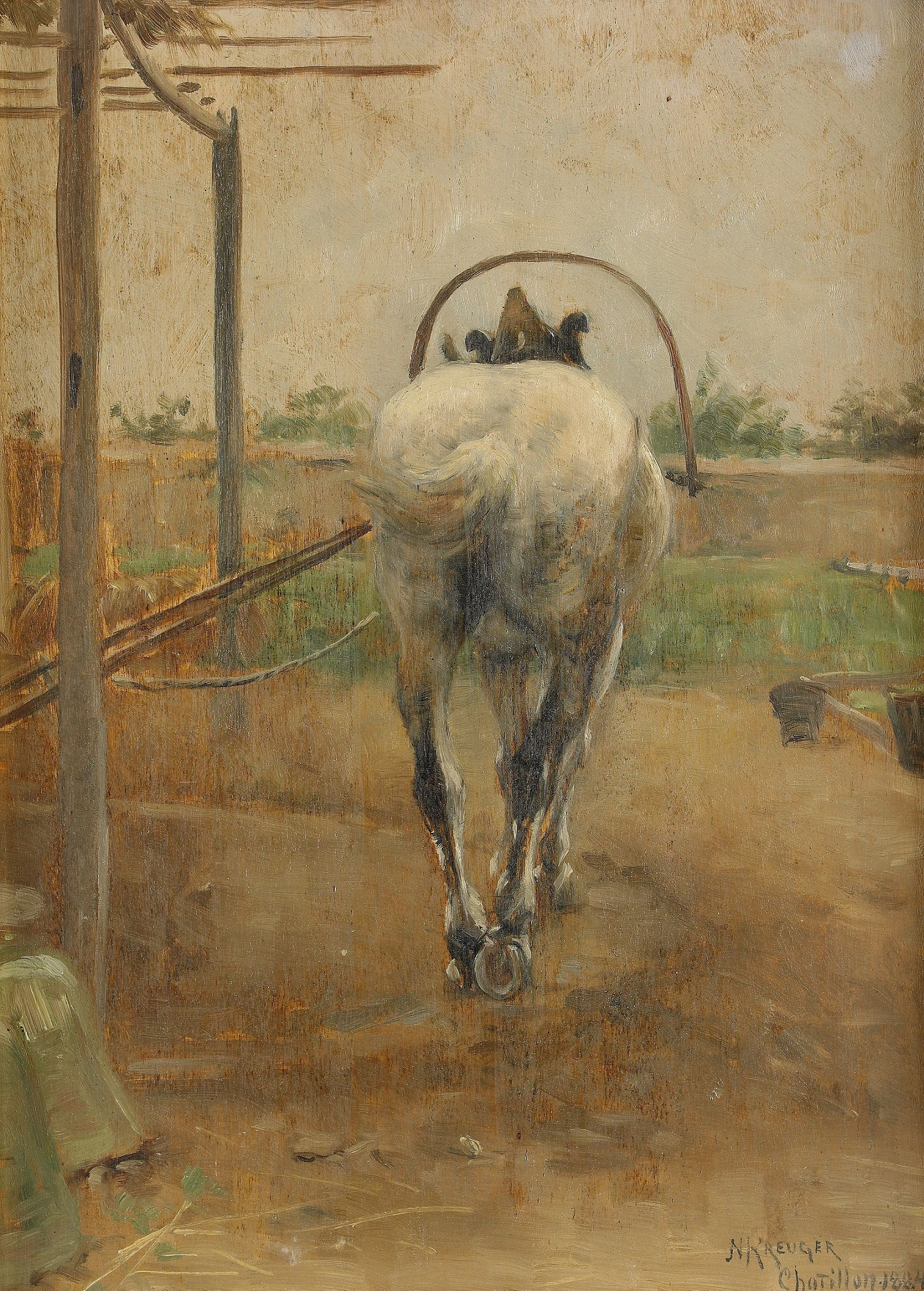
Labor（1884年）
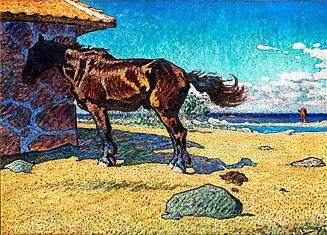
In the Shadow (1915年)
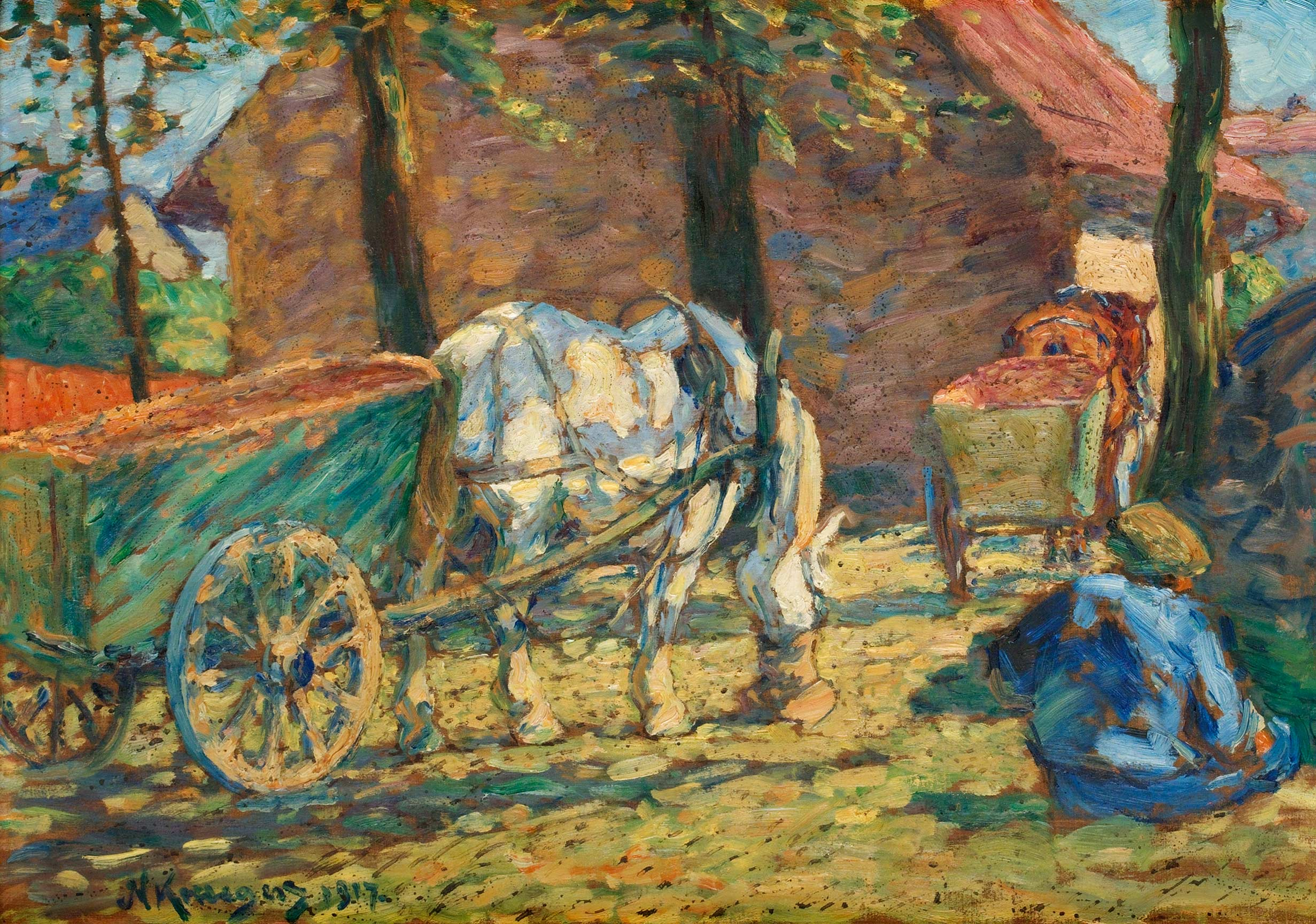
Middagsrast/Lunch break (1917年)
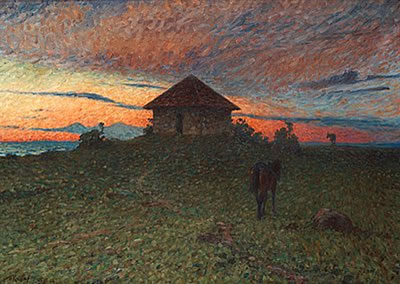